# Gesellschaft zur Verfolgung von Urheberrechtsverletzungen
Die Gesellschaft zur Verfolgung von Urheberrechtsverletzungen e. V. (GVU) war ein eingetragener Verein mit Sitz in Berlin. Er arbeitete im Auftrag von Unternehmen, Verbänden und Verwertungsgesellschaften der Kreativwirtschaft mit dem Ziel „geistiges Eigentum zu schützen und die Verbreitung illegaler Kopien einzudämmen.“
Die Tätigkeit der GVU konzentrierte sich auf Ermittlungen gegen sogenannte organisierte, also geschäftsmäßig operierende, „Raubkopierer“, die sich zum Beispiel in Release-Gruppen organisieren oder Tracker und illegale Streams anbieten. Der Verein unterstützte die Strafverfolgungsbehörden in den betreffenden Verfahren. Außerdem betrieb der Verein Öffentlichkeitsarbeit, um präventiv gegen Urheberrechtsverletzungen vorzugehen und vertrat die Interessen seiner Mitglieder gegenüber der Politik.
Am 29. Mai 2020 eröffnete das Amtsgericht Charlottenburg das Insolvenzverfahren über das Vermögen der GVU.

## Geschichte

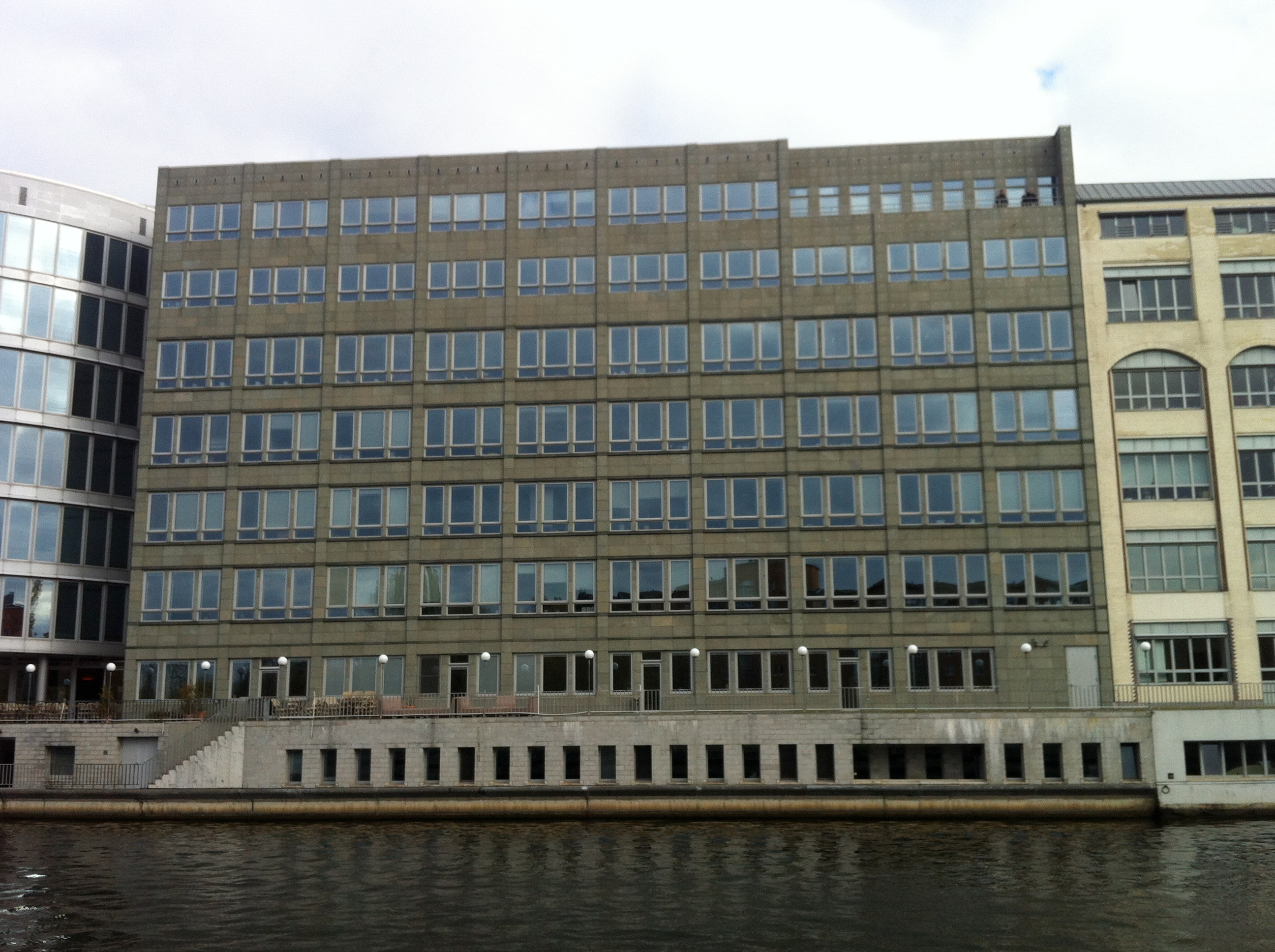
Bürogebäude des Vereins in Berlin-Mitte

### Piraterie bei VHS-Kassetten
Vor dem Hintergrund einer rasant steigenden Nachfrage nach Kinofilmen auf VHS-Kassette und der damit gleichzeitig zunehmenden „Piraterie“ haben Vertreter der Filmindustrie im Frühjahr 1984 vereinbart, eine eigene Gesellschaft zur Bekämpfung der illegalen Verbreitung urheberrechtlich geschützten Materials ins Leben zu rufen. Der Beschluss wurde vor allem von der Motivation der Branche getrieben, sich von der International Federation of the Phonographic Industry (IFPI) zu lösen. Federführend bei der Vorbereitung der GVU war der langjährige Vorsitzende des Bundesverbands Audiovisuelle Medien (BVV) und Geschäftsführer der deutschen Niederlassung von Twentieth Century Fox Home Entertainment, Bodo Schwartz.
Die Gründung wurde im Herbst 1984 auf der Messe HiFi Düsseldorf verkündet und die erste Satzung am 17. Dezember 1984 beschlossen. Die erste Eintragung im Vereinsregister der Stadt Hamburg ist am 27. Februar 1985 erfolgt, womit der Verein zu diesem Tag rechtskräftig entstanden ist. Mitglieder des Gründungsvorstands waren neben Bodo Schwartz noch Paul Miller von der Cinema International Corporation (CIC) sowie Manfred Goller vom Verband der Filmverleiher (VdF).

### Piraterie bei Unterhaltungssoftware und Computerspielen
Nachdem der Verein in den ersten Jahren ihres Bestehens ausschließlich von der Filmindustrie getragen wurde, weitete sich sein Aufgabenspektrum im Jahr 1997 auch auf Computerspiele aus. Grund dafür waren einerseits die Parallelen zwischen illegalen Kopien von Filmen und Spielen – sowohl in der Herstellung als auch Distribution – andererseits aber auch die einfachere Verbreitung unberechtigt erstellten Materials über das aufkommende Internet. Nachdem 1997 mit Sony Computer Entertainment das erste Unternehmen der GVU beigetreten war, das nicht aus der Filmindustrie stammte, wurde im darauf folgenden Jahr der gesamte Verband der Unterhaltungssoftware e. V. Mitglied des Vereins.
Im Jahr 2000 trat Microsoft Deutschland als erstes Mitglied der Software-Industrie in den Verein ein, was eine breitere Öffentlichkeit auf den Verein aufmerksam machte. Gleichzeitig erweiterte sich dadurch sein Aufgabenspektrum noch einmal. Bereits 2001 übernahm die GVU die Administration der Organisation SAFE, die für die Bekämpfung von Urheberrechtsverletzungen in der Schweiz zuständig war. Zu dieser Zeit intensivierte sich die Zusammenarbeit mit dem österreichischen Verein für Anti-Piraterie der Film- und Videobranche (VAP), sodass der gesamte deutschsprachige Raum umfassend abgedeckt wird.

### Urheberrechtsverletzungen im Internet
Die unautorisierte Verwertung von kreativen Inhalten findet mittlerweile vor allem online statt, z. B. auf Portalseiten und in Foren, wo zahllose Filme, TV-Serien, Musik, E-Books und Games, teilweise noch vor der offiziellen Veröffentlichung, abrufbar sind. Im Fokus der GVU stehen deshalb „digitale Hehler“, also die Betreiber illegaler Portale. Die GVU ermittelt Betreiber und ihre Hintermänner, mit dem Ziel, die kriminellen Gesamtstruktur zu zerschlagen und Geldströme zu unterbrechen, über die sich diese Seiten finanzieren und illegale Gewinne abschöpfen.

## Geschäftsführung
Die Satzung der GVU sieht vor, dass der Vorstand des Vereins aus einem Vorsitzenden und mindestens drei weiteren Personen besteht. Die GVU wird gemeinschaftlich durch mindestens zwei Vorstandsmitglieder vertreten. Derzeit (Stand Oktober 2019) gehören Tobias Haar (Vorsitzender), Ronald Schild, Alexandra Bauermeister, und Nikolaus Sieveking dem Gremium an. Neben dem Vorstand besitzt der Verein einen hauptamtlichen Geschäftsführer, der für das Tagesgeschäft zuständig ist und dem Vorstand berichtet. Seit 1. April 2018 führt Evelyn Ruttke die Geschäfte der GVU.
Prägend für Arbeit und Struktur war vor allem Bodo Schwartz, der über 20 Jahre dem Vorstand angehörte und ihn lange als Vorsitzender anführte. Er vertrat die GVU auch gegenüber Medien und prägt das Bild des Vereins in der Öffentlichkeit, unter anderem durch diverse Interviews. Nachdem Schwartz bereits 2002 seinen Ruhestand als Geschäftsführer von 20th Century Fox antrat, legte er im Oktober 2006 auch seine Tätigkeit bei der GVU nieder.

## Mitglieder
Zuletzt waren über 60 Unternehmen und Organisationen Mitglied der GVU. Im Bereich Film und Video gehörten dazu BVV – Bundesverband audiovisuelle Medien, Concorde, Constantin Film Verleih GmbH, DCM Film Distribution, GÜFA, HDF Kino, Highlight Communications Deutschland, MPLC Deutschland GmbH, Studiocanal, VdF – Verband der Filmverleiher und VG Media. Aus der Spieleindustrie stammten Mitglieder wie Capcom – CEG Interactive Entertainment, Game – Verband der deutschen Games-Branche e. V. Aus der TV-Industrie und dem Bereich Sportübertragung waren Sky Deutschland und die DFL Deutsche Fußball Liga Mitglieder der GVU. Insgesamt 45 Verlage waren Mitglied, darunter Axel Springer SE, Suhrkamp und Verlag C. H. Beck. Darüber hinaus waren der BVMI – Bundesverband Musikindustrie und das Deutsches Institut für Normung e. V. Mitglieder der GVU.

## Aktivitäten
Die Tätigkeit des Vereins konzentriert sich ganz allgemein darauf, wirtschaftlichen Schaden von seinen Mitgliedern abzuwenden, der durch unberechtigte Kopien und deren Verbreitung entsteht. Die GVU beziffert den Verlust auf mehrere Hundert Millionen Euro jährlich. Neben den in der Satzung definierten Aufgaben stützt sich der Verein bei seiner Arbeit vor allem auf das geltende Urheberrecht.

### Ermittlungstätigkeit
Einen großen Teil seiner Ressourcen wendet der Verein für die eigentliche Ermittlung von Urheberrechtsverletzungen auf. Das Handeln ist von der Ansicht getrieben, dass alleine staatliche Stellen den gesamten Markt für Raubkopien nicht überblicken können, weshalb die GVU diese Lücke zu füllen versucht. Die Mitarbeiter des Vereins, zu denen auch ehemalige Polizisten und insbesondere Kommissare gehören, durchforsten systematisch die einschlägigen Bezugsquellen für Raubkopien, insbesondere im Internet. Im Gegensatz zu anderen Organisationen zielt die GVU nicht primär auf Endanwender ab, sondern verfolgt nach eigener Aussage nur die „großen Fische“. Dazu zählen neben denjenigen Personen, die einen Film zum Beispiel im Kino aufnehmen oder den Kopierschutz eines Computerspiels knacken, zunehmend auch die Betreiber sogenannter Tracker oder Portale mit Links zu Raubkopien.
Der Verein konzentriert sich vor allem auf große und weltweit operierende Release-Gruppen, in denen Raubkopien arbeitsteilig hergestellt und vertrieben werden, insbesondere mit Gewinnerzielungsabsicht oder vor dem Hintergrund eines internen Wettkampfes. Dabei nimmt der Verein – soweit möglich – unter anderem auch Einsicht in öffentliche Register, um zum Beispiel die wahren Hintermänner einer Briefkastenfirma zu enttarnen. Abfragen von IP-Adressen sind der GVU aufgrund ihrer privatrechtlichen Tätigkeit nicht direkt möglich, stattdessen leitet sie diese als Beweismittel an die zuständigen Behörden weiter. Dies erfolgt in der Regel im Rahmen eines Strafantrags, der dann zu staatsanwaltschaftlichen Ermittlungen führt. Sofern daraufhin tatsächlich ein Strafverfahren eröffnet wird, treten Mitarbeiter des Vereins häufig als sachverständige Zeugen auf. Nicht jeder Strafantrag führt automatisch zu einem erfolgreichen Verfahren, zum Beispiel hat die GVU im Fall Kino.to insgesamt drei Anträge gestellt.
Soweit bislang bekannt, werden von der GVU keine zivilrechtlichen Schadenersatzforderungen an „Raubkopierer“ gestellt. Stattdessen überlässt der Verein es seinen Mitgliedern, mögliche Forderungen geltend zu machen, kommuniziert seine Rechtsauffassung im Einzelfall aber deutlich.

### Öffentlichkeitsarbeit
Neben der Ermittlungstätigkeit betreibt die GVU seit ihrer Gründung eine intensive Öffentlichkeitsarbeit, mit der das Bewusstsein für Urheberrechtsverletzungen gestärkt werden soll. Allein in den Jahren 2009 bis 2011 haben Mitarbeiter des Vereins an nahezu 100 Veranstaltungen teilgenommen und durch ihre Vorträge etwa 2.000 Teilnehmer erreicht.:28 Darüber hinaus bietet die GVU bereits seit Ende der 80er Jahre Seminare für Polizisten und Staatsanwälte an, in denen sie sich über die Konsequenzen von Raubkopien und speziell auch die Aktivitäten des Vereins informieren können.
Im Jahr 1990 hat der Verein ein Präventionsprogramm zum Thema Holografie ins Leben gerufen, das es dem Einzelhandel und Verbrauchern einfacher macht, unberechtigt kopierte Medien zu erkennen. Daneben wurde der Verein durch die Kampagne „Raubkopierer sind Verbrecher“ einer breiten Öffentlichkeit bekannt. Diese wurde von einer Tochtergesellschaft des Hauptverbands Deutscher Filmtheater (heutiger Name HDF Kino) produziert, in deren Beirat die GVU sitzt. Während der Fußball-Weltmeisterschaft 2006 wurde eine Aktion des Dachverbands MPAA mit Pelé unterstützt.
2008–2011 führte die GVU gemeinsam mit VAP und SAFE jährlich das sogenannte DACH-Branchenforum durch. Auf der Veranstaltung wurden Juristen, Vertreter der Spiele- und Filmindustrie mit Verbänden und anderen Interessenvertretern unter dem Motto „Prävention und Aufklärung“ zusammengebracht. Im Jahr 2011 erfuhr die Studie zur Digitalen Content-Nutzung (kurz DCN-Studie) große Aufmerksamkeit, da sie erstmals über die Nutzung legaler und illegaler Online-Angebote Auskunft gab. Die Untersuchung wurde von der GVU zusammen mit dem Bundesverband Musikindustrie sowie dem Börsenverein des Deutschen Buchhandels erarbeitet und auch im Jahr 2012 fortgesetzt.
Im Zuge ihrer Aufklärungstätigkeit veranstaltet die GVU jährliche Schulungen an der Deutschen Richterakademie zu Themen des Marken- und Urheberrechts.

## Verfahren
Die Ermittlungen des Vereins wurden im Laufe der Jahre maßgeblich durch den technischen Fortschritt beeinflusst: Nachdem zu Beginn der 1980er Jahre vor allem gegen illegal kopierte VHS-Kassetten vorgegangen wurde, betrafen viele Verfahren in den 1990er und folgenden Jahren die Verbreitung von Filmen und Spielen über P2P-Netze. Seit 2010 nimmt das Streaming einen immer größeren Raum ein.
Die Zahl der eingeleiteten Verfahren ist in den Jahren 2007 bis 2011 von 576 auf 204 gesunken. Der Rückgang ist vor allem der Tatsache geschuldet, dass sich zahlreiche Staatsanwaltschaften seit 2008 auf solche Verfahren konzentrieren, in denen mehr als 200 Kopien eines Werkes hergestellt wurden. Die GVU fügt sich nach eigener Aussage diesem Trend und richtet ihre Ermittlungstätigkeit selbst immer stärker auf bedeutende Fälle.:10
Neben den Verfahren, die direkt auf Ermittlungen der GVU zurückgehen, wirkt der Verein auch in durch die Behörden eingeleiteten Verfahren mit. Außerdem werden jährlich mehrere Verfahren offiziell ausgewiesen, die gemeinsam von den Strafverfolgungsbehörden und der GVU initiiert werden. Von allen bearbeiteten Fällen führen etwa ein Viertel zu einem Urteil oder Strafbefehl.

### Bedeutende Fälle
In den letzten Jahren hat die GVU zahlreiche Release-Gruppen und andere Netzwerke aufgedeckt, von denen einige aufgrund ihrer Größe oder Bedeutung besonders herausstechen:
- Im September 2007 wurden gleichzeitig 50 Objekte in Deutschland, Holland, Frankreich und Belgien durchsucht. Ziel der Aktion, die durch das GVU-Projekt Herbstgewitter ins Leben gerufen wurde, war primär die Sicherstellung von Beweismaterial. Laut Medienberichten wurden insgesamt 60 PCs und 15 Festplatten beschlagnahmt.[27] Die GVU selbst wertet die Aktion als Erfolg, da zum Beispiel von Keinohrhasen bis Ende 2007 keine unberechtigte Kopie im Umlauf gewesen sei.
- Außerdem konnte im selben Jahr eine Person festgestellt werden, die als sogenannter First Seeder für die Verbreitung der ersten illegalen Version von Spider-Man 3 verantwortlich war. Sie war gleichzeitig hochrangiges Mitglied einer Release-Gruppe, die noch für zahlreiche andere Raubkopien verantwortlich zeichnet.[17]:12
- Im März 2008 führte eine Anfrage des Dachverbands MPAA dazu, dass die GVU Ermittlungen gegen den Betreiber einer Portalseite aufgenommen hat, auf der vornehmlich neueste Filme wie Rush Hour 3 angeboten wurden. Im Zuge des Verfahrens wurde deutlich, dass hinter dem Angebot ein weit verzweigtes Netzwerk stand, das Verbindungen bis in die USA und nach Australien unterhielt.[25]:17 Nach einem Strafantrag der GVU beschlagnahmte die Kriminalpolizei Frankfurt am Main insgesamt zehn Server der Gruppe, die in einem Rechenzentrum ebenda gehostet wurden.[28]
- Im Frühjahr 2009 wurden nach Hausdurchsuchungen in Lüneburg, Wolfenbüttel und Braunschweig drei Männer festgenommen, die einen Tracker mit 24.500 kopierten Filmen, TV-Serien, Spielen, Hörbüchern, E-Books, Musik und Software betrieben haben. Dieser zeichnete sich besonders dadurch aus, dass jeder Nutzer eine Gebühr entrichten musste, um auf den Tracker zuzugreifen. Außerdem wurden umfangreiche Anleitungen zur Verfügung gestellt, um den Abruf der Raubkopien auch für weniger versierte Personen möglichst einfach zu gestalten.[29]
- Bereits 2005 hatte die Schweizer Organisation SAFE einen Hinweis erhalten, der Aufschluss über einen großen Payserver-Ring gab. Da der physische Standort in Deutschland war, wurde die Verfolgung an den hiesigen Verein übergeben. Die GVU stellte schließlich 2009 einen Strafantrag gegen den Kopf des Servers.[26]

In den folgenden Jahren will der Verein besonders der Finanzierung von Raubkopien angehen. Dadurch soll der professionelle Betrieb werbefinanzierter Portale mit illegal kopierten Werken unterbunden werden.

#### Plattform Kino.to

Hinweis der Behörden auf Kino.to

Kino.to war eine der 50 am häufigsten besuchten Websites in Deutschland. Nach Angaben der Filmindustrie stammten über 96 % aller Besucher aus Deutschland, Österreich und der Schweiz. Auf Kino.to konnten zehntausende Videos als sogenannter Stream angesehen werden, darunter zahlreiche hochwertige Kinofilme und Fernsehserien.
Seit der Verfügbarkeit von Kino.to im März 2008 ermittelte die GVU gegen die Hintermänner. Nach eigenen Angaben gestaltete sich das Verfahren dabei aber als schwierig, da diese ihre Identität gezielt verschleiert hatten. So wurde zum Beispiel die Top-Level-Domain .to gewählt, deren Vergabestelle in Tonga keinerlei Informationen über den jeweiligen Inhaber veröffentlicht. Erst der dritte Strafantrag des Vereins, der am 28. April 2011 bei der Generalstaatsanwaltschaft Dresden gestellt wurde, brachte den gewünschten Erfolg: Anfang Juni wurden bei Razzien in mehreren europäischen Ländern Personen festgenommen, die maßgeblich an Kino.to beteiligt waren – darunter auch der Eigentümer.
Federführend bei der Aktion war die Integrierte Ermittlungseinheit Sachsen (INES). Sie hat im Zuge des Verfahrens die Plattform selbst aufgrund des Verdachts der Bildung einer kriminellen Vereinigung und Urheberrechtsverletzungen in gewerblichem Ausmaß offiziell abgeschaltet; ein entsprechender Hinweis ist auf Kino.to zu sehen.
Als direkte Folge der Schließung von Kino.to startete das Kollektiv Anonymous einen Angriff auf den Webserver der GVU, der schließlich zu dessen Überlastung und einem Ausfall der Website führte. Außerdem entstand unter dem Namen KinoX.to ein Portal, das als direkter Nachfolger von Kino.to eingestuft wird und gegen das die GVU allerdings bereits ebenfalls vorgeht. Zusätzlich ermitteln Verein und Behörden gegen die Werbevermarkter von Kino.to und KinoX.to.

#### Plattform Kinox.to
Am 25. Oktober 2014 führte die Generalstaatsanwaltschaft Dresden, offenbar als Folge von Ermittlungen durch eine Strafanzeige der GVU, in vier Bundesländern insgesamt sechs Hausdurchsuchen durch. Die Hauptbeschuldigten entzogen sich dabei der Vollstreckung der Haftbefehle, zwei weitere Köpfe der Plattform wurden in Gewahrsam genommen.

#### Plattform boerse.bz
Kurz nach den Razzien gegen die mutmaßlichen Betreiber der illegalen Plattform kinox.to, wurden aufgrund einer Anzeige der GVU und der Rechtsanwaltskanzlei Waldorf Frommer nach Ermittlungen der Staatsanwaltschaft Köln am 4. November 2014 in 14 Bundesländern insgesamt 121 Wohnungen durchsucht. Die Großrazzia zielte auf die vermeintlichen Betreiber und Personen ab, die Filme, Musik und andere Inhalte illegal kostenfrei zur Verfügung stellten und auf der Internetplattform boerse.bz veröffentlichten.

#### Plattform share-online.biz
Am 16. Oktober 2019 schalteten Cybercrimespezialisten der Staatsanwaltschaft Köln und des Polizeipräsidiums Aachen das Internet-Angebot von Share-Online.biz ab. Share-Online.biz war einer der größten auf den deutschsprachigen Markt ausgerichteten Filehosting-Dienste. Die GVU hatte bereits 2017 Strafantrag gegen die Betreiber des Dienstes gestellt und die Strafverfolgungsbehörden seitdem unterstützt. Laut FAZ handelt es sich um einen Schlag „gegen den wohl größten Player der Szene seit Kim „Dotcom“ Schmitz und seinem 2012 geschlossenen Portal „Megaupload“ vor. Nach gegenwärtigen Erkenntnissen, schreibt die Staatsanwaltschaft Köln, handele es sich um „den größten in Deutschland betriebenen Filehoster“.“
Trojaner
Ein Trojaner, der am 20. März 2012 zum ersten Mal entdeckt wurde, benutzt unberechtigt das Logo des Vereins. Er infiziert nur PCs mit dem Betriebssystem Microsoft Windows XP oder neuer und behauptet, den Rechner im Auftrag der GVU gesperrt zu haben, da auf diesem Raubkopien entdeckt wurden. Tatsächlich wird aber keine einzige Datei auf der Festplatte überprüft, sondern der Anwender lediglich zur Zahlung einer Gebühr aufgefordert, um den Zugriff auf seinen PC wieder zu erhalten. Üblicherweise liegt der angeforderte Betrag zwischen 50 und 100 Euro und soll per paysafecard oder Ukash entrichtet werden.
Mittlerweile sind zahlreiche Varianten des GVU-Trojaners im Umlauf, die sich teilweise auch als Programm des Bundesamtes für Sicherheit in der Informationstechnik (BSI) oder der GEMA ausgeben. Aufgrund der hohen Verbreitung des Trojaners äußerte sich die GVU im August 2012 erstmals direkt zu der Malware, insbesondere zu deren Autoren. Im Zuge dessen wurden Vermutungen angestellt, der Trojaner wurde von Betreibern illegaler Streaming-Portale geschrieben, um sich eine neue Finanzierungsquelle zu erschließen. Die Seite KinoX.to, die starke Ähnlichkeiten zu Kino.to aufweist, wurde laut GVU für die massenhafte Verbreitung neuer Varianten der Malware verwendet.

## Kritik
Im Januar 2006 war die GVU selbst Gegenstand von Ermittlungen. Die Staatsanwaltschaft Ellwangen beschuldigte den Verein, selbst die illegale Verbreitung urheberrechtlich geschützten Materials gefördert zu haben. Der Verein habe einen Administrator des sogenannten IOH-Servers bezahlt, über den zahlreiche Release-Gruppen kopierte Medien gesammelt und verteilt hätten. Außerdem wurde dem Verein vorgeworfen, direkt Hardware für den Betrieb des Servers bereitgestellt zu haben. Im Zuge der Ermittlungen wurden auch die Geschäftsräume der GVU in Hamburg sowie die Wohnung eines hochrangigen Mitarbeiters durchsucht. Die GVU hat die Durchsuchung offiziell bestätigt und nach eigenen Angaben den Behörden alle notwendigen Informationen zur Verfügung gestellt. Aufgrund der besonderen Brisanz des Falls erfuhr die Aktion eine größere mediale Aufmerksamkeit, jedoch hat sich der Tatverdacht gegen den Verein im Anschluss nicht erhärtet – die Ermittlungen wurden eingestellt. Nachträglich stellte die Staatsanwaltschaft Ellwangen klar, dass die GVU keine Urheberrechtsverletzungen begangen hat und nicht als Beschuldigter, sondern als Zeuge durchsucht wurde.
Auch in einem anderen Verfahren wurde die Rolle der GVU kritisch betrachtet: Die Große Strafkammer des Landgerichts Kiel erklärte im Zuge eines Verfahrens gegen einen mutmaßlichen „Raubkopierer“, die Unabhängigkeit polizeilicher Ermittlungsarbeit sei unbedingt zu gewährleisten. Konkret wurde bemängelt, dass ein Mitarbeiter der GVU als Sachverständiger im Verfahren gewirkt habe und freie Hand bei der Auswertung beschlagnahmter Computer hatte. Das Gebot der Unparteilichkeit, das nicht nur für Richter, sondern auch für Staatsanwälte und Polizei gelte, sei dadurch nicht vollständig gewährleistet worden. Den Ermittlungsbehörden wurde eine Privatisierung ihrer Arbeit ausdrücklich untersagt.
Die Strategie der GVU, Raubkopierer durch einen sogenannten Honeypot anzulocken, steht ebenfalls immer wieder in der Kritik. So gab es zum Beispiel im Rahmen einer Razzia im Herbst 2007 den Verdacht, die GVU und andere Organisationen hätten gezielt offene FTP-Server ans Netz gebracht, damit diese von Release-Gruppen genutzt werden und sich so deren Mitglieder anhand ihrer IP-Adresse ermitteln lassen. Bislang konnte das Vorgehen dem Verein jedoch nicht zweifelsfrei nachgewiesen werden, nach einhelliger Meinung von Experten wäre es jedoch auch juristisch nicht zu beanstanden.
Von einzelnen Medien wird die Nähe der GVU zu Anwälten, Staatsanwaltschaften, Polizisten und Internet-Service-Providern negativ beurteilt. Insbesondere im Zuge des jährlichen Branchenforums des Vereins wird immer wieder Kritik an der engen Zusammenarbeit der verschiedenen Organisationen geäußert.
Im August 2010 stand die GVU unter Verdacht, unberechtigt die Löschung mehrerer Beiträge auf der Videoplattform Vimeo veranlasst zu haben, obwohl diese unter einer Creative-Commons-Lizenz veröffentlicht wurden und damit für jedermann frei verfügbar sind. Zu den betroffenen Inhalten gehörten unter anderem auch Du bist Terrorist und der Elektrische Reporter. Im Zuge der Diskussion um den Fall stellte sich heraus, dass für die Entfernung der Videos nicht der Verein, sondern die Firma OpSec Security mit Sitz in München verantwortlich war. Die Autoren Alexander Lehmann und Mario Sixtus haben gegen das Unternehmen eine Unterlassungserklärung erwirkt, und die GVU hat sich ausdrücklich von ihm distanziert. Nach eigenen Angaben hatte die GVU die Firma OpSec Security zu keinem Zeitpunkt damit beauftragt, in ihrem Namen Videos von Vimeo löschen zu lassen.